# Девочка в цирке
«Де́вочка в ци́рке» — советский мультипликационный фильм для детей на русском языке. Снят Валентиной и Зинаидой Брумберг по сценарию Юрия Олеши. Вышел на экраны в 1950-м году. Современная интерпретация сказки «Подарки феи».

## Сюжет
Нерадивая и ленивая девочка отправилась в цирк, не сделав домашнее задание. На арене клоун-фокусник предложил ребятам заменить неправильно написанное (без буквы «Т») слово «извеСНый».
Скоро выяснилось, что это очень лёгкое задание для всех ребят, кроме нашей героини. Именно её фокусник пригласил на арену и попросил правильно написать слово, но она не справилась с заданием. Цирковые артисты стали стыдить девочку, даже до слёз её довели.
Но её одноклассница-отличница, не вытерпев, выбежала на арену и прямо заявила, что никак не позволит им обижать подругу. Она дала слово, что будет с ней заниматься.
Другие ребята тоже пообещали нашей героине: «Весь класс тебе поможет». Она сама тоже пообещала, что обязательно исправится. А потом вдруг сообразила, как пишется слово «извесТный» и правильно его написала! Скоро, с помощью друзей, в дневнике исчезли все двойки.
Аналогично «безбилетному» воробью из нашего мультфильма, в мультипликационном фильме «Следопыт» был наказан безбилетник Петя. Отличие состоит в том, что колдовство спало не благодаря наложившему его, а после того, как Петя раскаялся и пообещал исправиться.

## Технические данные
Цветной, звуковой. Производство киностудии «Союзмультфильм», 1950, продолжительность: 20 мин. 36 сек.

## Издания на видеокассетах и DVD
Мультфильм издавался на VHS и DVD в сборниках:
- «Лучшие советские мультфильмы» «Studio PRO Video», VHS, середина 1990-х.
- «Союзмультфильм», сборник, студия «Союз», VHS, 1995.

## Над фильмом работали
| автор сценария             | Юрий Олеша |
| режиссёры                  | Валентина и Зинаида Брумберг |
| художник:                  | Надежда Строганова |
| художники-мультипликаторы: | Дмитрий Белов, Владимир Арбеков, Роман Давыдов, Лидия Резцова, Ламис Бредис, Лев Попов, Вадим Долгих, Татьяна Таранович                                |
| композитор                 | Виктор Оранский |
| звукооператор:             | Николай Прилуцкий |
| оператор                   | Николай Воинов |
| художники-декораторы:      | Ирина Троянова, В. Завилопуло |
| роли озвучивали:           | Вера Бендина — девочка Михаил Яншин — фокусник Александр Комиссаров — молодой воробей Владимир Готовцев — старый воробей Галина Новожилова — отличница |

## Статьи и публикации
- Капков С. В. «Лана Азарх: Работали мы действительно шумно (интервью)» // Газета : периодическое издание. — 2004. — 25 июля.

## Внешние медиафайлы
- Девочка в цирке. Союзмультфильм, 1950. Режиссёр: З. Брумберг, В. Брумберг на YouTube